# Canal de Saint-Martory

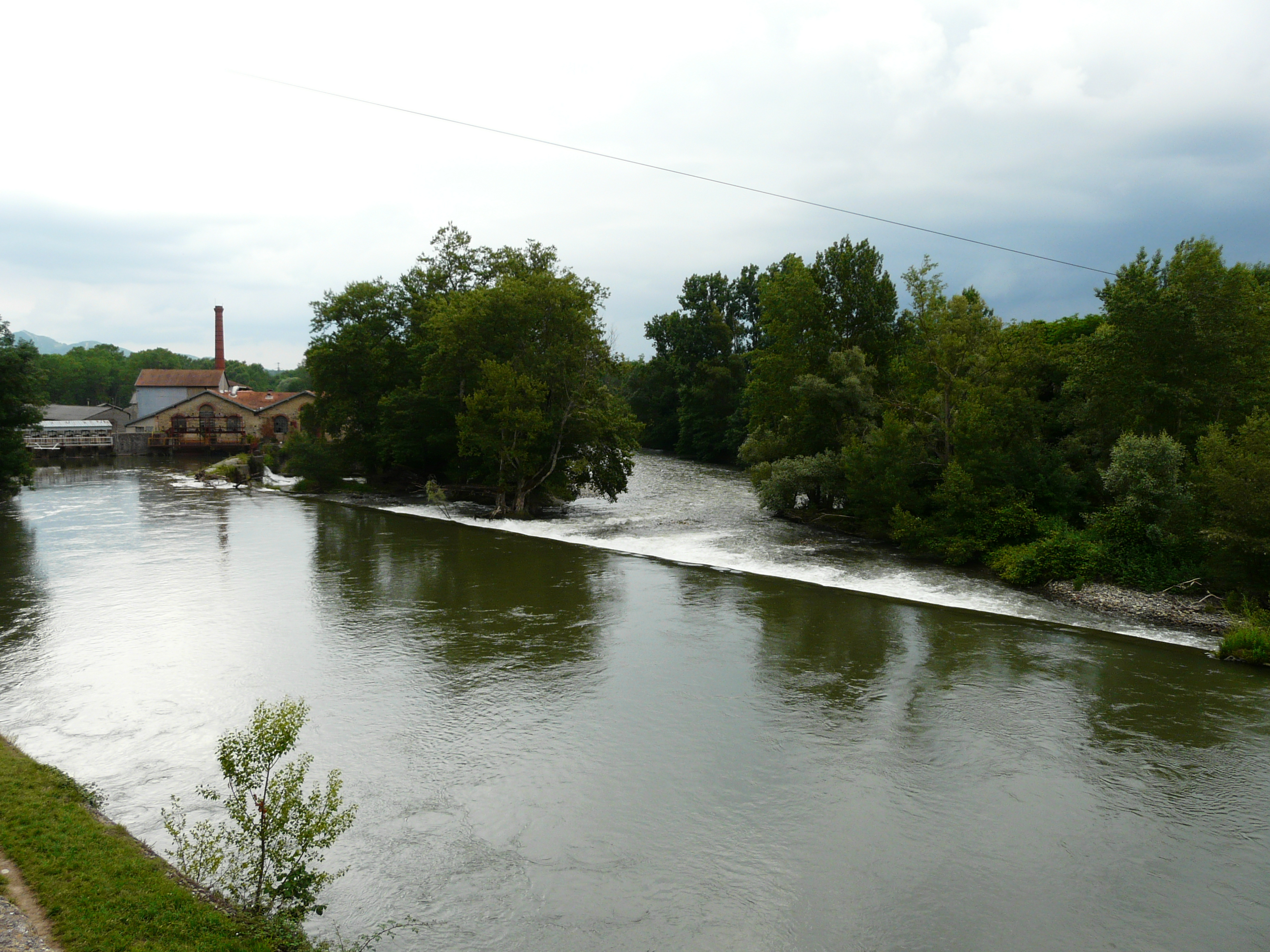
Beginn des Canal de Saint-Martory bei Saint-Martory (rechts die Garonne)

Der Canal de Saint-Martory ist ein Bewässerungskanal im Département Haute-Garonne in der Region Okzitanien. Er wird bei Saint-Martory am linken Ufer von der Garonne abgezweigt und verläuft als Seitenkanal auf einer Länge von 71 Kilometer bis nach Toulouse, wo er im Stadtgebiet unterirdisch wieder in die Garonne mündet.
- Gewässerkennzahl: O---0022
- Ausgangspunkt des Kanals: 43° 8′ 33″ N, 0° 55′ 54″ OKoordinaten: 43° 8′ 33″ N, 0° 55′ 54″ O
- Endpunkt des Kanals: 43° 35′ 20″ N, 1° 25′ 57″ O

## Geschichte
Bereits in der ersten Hälfte des 19. Jahrhunderts wurden Pläne entwickelt, die Garonne-Ebene künstlich zu bewässern. Weitere Lösungsvarianten sahen sogar vor einen Schifffahrtskanal unter dem Namen Canal des Pyrénées bis zum Oberlauf der Garonne auszubauen. In den 1850er-Jahren, als eine Realisierung spruchreif wurde, war jedoch der Ausbau der Eisenbahn schon so weit fortgeschritten, dass ein Kanalausbau für die Schifffahrt nicht mehr wirtschaftlich vertretbar war.
1862 erstellte der Ingenieur de Raynal die endgültige Planung für das Projekt. Der Kanal wurde von 1866 bis 1876 gebaut.

## Aufgaben
- Wasserzulieferung und -aufrechterhaltung für die Flüsse Touch und Louge
- Bewässerung von über 10.000 ha – das ist ¼ der bewässerten Flächen der Haute-Garonne
- Wasserversorgung für rund 150.000 Einwohner
- Zulieferung für den Teich im Erholungsgebiet La Ramée bei Tournefeuille, südöstlich von Toulouse
- Wasserkraft für einige Kleinkraftwerke

## Orte am Kanal
In Fließrichtung: Saint-Martory, Mancioux, Boussens, Martres-Tolosane, Mondavezan, Le Fousseret, Marignac-Lasclares, Gratens, Bois-de-la-Pierre, Bérat, Lherm, Labastidette, Muret, Seysses, Frouzins, Villeneuve-Tolosane, Cugnaux, Tournefeuille, Toulouse